# Deutsche Meisterschaften im Freiwasserschwimmen 2010
Die Internationalen Deutschen Meisterschaften im Freiwasserschwimmen fanden vom 24. bis 27. Juni 2010 im Straussee in Strausberg statt und wurden vom Deutschen Schwimm-Verband veranstaltet. Der Wettkampf diente als Qualifikationswettkampf für die Freiwasserweltmeisterschaften 2010 im kanadischen Roberval, die Europameisterschaften 2010  in Balatonfüred (Ungarn) und die Jugendeuropameisterschaften im niederländischen Hoorn.
| Disziplin        | Männer               | Männer         | Männer     | Frauen            | Frauen              | Frauen     |
| Disziplin        | Name                 | Verein         | Zeit       | Name              | Verein              | Zeit       |
| ---------------- | -------------------- | -------------- | ---------- | ----------------- | ------------------- | ---------- |
| 5 km Freiwasser  | Jan Wolfgarten       | SV Würzburg 05 | 0:54:38,66 | Nadine Reichert   | SV Nikar Heidelberg | 0:58:09,79 |
| 10 km Freiwasser | Christian Reichert   | SC Wiesbaden   | 1:55:45,98 | Angela Maurer     |                     | 2:02:12,81 |
| 25 km Freiwasser | Alexander Studzinski |                |            | Cathleen Großmann |                     |            |